# Anomoeotes diaphana
Anomoeotes diaphana és una espècie de lepidòpter zigenoïdeu de la família dels himantoptèrids (Himantopteridae), subfamília Anomoeotinae.
És una espècie endèmica de la República Democràtica del Congo.